# لويس تشارلز كريستوفر كرايغر
لويس تشارلز كريستوفر كرايغر (بالإنجليزية: Louis Charles Christopher Krieger)‏ هو رسام نباتي ‏ أمريكي، ولد في 1873 في بالتيمور في الولايات المتحدة، وتوفي في 1940.